# Michael Ancher
Michael Peter Ancher (9. června 1849 Rutsker - 19. září 1927 Skagen) byl dánský malíř.

## Život a dílo
Kvůli finančním problém svého otce nedokončil střední školu. Na doporučení malířů Theodora Philipsena a Vilhelma Grotha později studoval malířství na kodaňské Královské dánské akademii umění, ale ani tu nedokončil. Potkal zde však malíře Karla Madsena, který ho pozval do umělecké komunity, která vznikla ve Skagenu, v malé rybářské vesnici na severu Jutského poloostrova. Zde Ancher strávil zbytek života. Skupina zde působících malířů, scházejících se pravidelně v hotýlku Brøndums, bývá nazývána „Skagenští malíři“ (Skagensmalerne). Dcera majitele hotelu Brøndums, Anna Brøndumsová, se stala Ancherovou ženou a stala se jakožto Anna Ancherová rovněž velmi známou malířkou.
Ancherovy obrazy zobrazují většinou skagenské rybáře a jejich dramatické zážitky na moři. Obrazy jsou realistické, kompozice je často klasická. K nejznámějším obrazům patří Vil han klare pynten? z roku 1885.
Michal Ancher a jeho žena Anna jsou od roku 1998 zobrazeni na bankovce v hodnotě 1000 dánských korun. Jeho dcera Helga Ancherová byla rovněž malířkou.